# Miquel III l'Embriac
|  | Per a altres significats, vegeu «Miquel III». |

Miquel III l'Embriac (grec antic: Μιχαήλ Γʹ ὁ Μέθυσος, Mikhaïl III o Méthussos) (Constantinoble, 19 de gener de 840 - 23/24 de setembre de 867) fou emperador romà d'Orient del 842 al 867. Fou el tercer i últim emperador de la dinastia frígia o amoriana, fill i successor de Teòfil i net de Miquel el Tartamut. Durant la seva minoria d'edat les responsabilitats de govern van estar repartides entre la seva mare i el general Teoctist. A partir de l'edat adulta va delegar en el seu oncle Bardes i en el seu amic Basili el Macedoni, qui finalment el va matar.

## Sota regència
Va pujar al tron als 3 anys i va regnar sota la regència de la seva mare Teodora. Aquesta emperadriu era secretament iconofílica i tan bon punt com va tenir el poder va restablir el culte de les imatges. El 843 va destituir el patriarca Joan VII i va posar al seu lloc a Metodi. El favor de Teodora al culte de les imatges va provocar la revolta dels paulicians (848), que es van aliar als àrabs i van desafiar els exèrcits imperials.
El seu exèrcit va lluitar al Caucas i a l'Àsia Menor. Va enviar una expedició per recuperar Creta que havia estat envaïda per exiliats andalusins el 820, però fracassà, i una altra a Egipte de 300 naus, però només va poder ocupar Damiata de manera temporal.
Miquel, als 15 anys, ja portava una vida immoral amb una noia de la cort anomenada Eudòxia, filla d'Ingeri, de la gran família dels Martinacis, i la mare el va obligar a casar-se amb una altra dona, també anomenada Eudòxia, filla de Decapolita, però no va aturar les seves relacions amb la primera Eudòxia.
El principal personatge a la cort era Teoctist, un general famós, encara que no sempre victoriós. Aquest general fou objecte de la gelosia de Bardes, el germà de l'emperadriu, i també de l'enemistat de Miquel III. Aquest i Bardes es van aliar contra Teoctist, que fou eliminat i Bardes nomenat gran logoteta al seu lloc. Bardes aviat va prendre el control de tots els afers públics. L'assassinat de Teoctist, promogut per Miquel, va afligir Teodora fins al punt que va abdicar la regència i es va retirar a la vida privada el 854.

## Regnat personal
El 855 Miquel III, ja declarat major d'edat, va abandonar la seva anterior vida llicenciosa i va prendre el control del govern. El 856 va nomenar cèsar Bardes i va fer tancar la seva mare Teodora i la seva germana Tecla en un convent. Bardes era molt intel·ligent i amant de les arts, les ciències i la literatura.

### Impuls cristianitzador
Ciril i Metodi van ser enviats a convertir els khàzars al cristianisme, però va ser una missió fallida, ja que la majoria van preferir la religió jueva. Per por que Borís I de Bulgària fos convertit al cristianisme pels francs i acabessin sent aliats, Miquel i Bardes van envair Bulgària i van imposar la conversió de Borís segons el ritu bizantí, com a part del tractat de pau que es va establir el 864. Boris es va batejar afegint el nom de Miquel al seu.

### Guerres contra els abbàssides

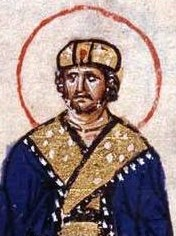
L'emperador Miquel III.

El 858 va esclatar la guerra amb el Califat Abbàssida i el general àrab Úmar al-Aqta, l'emir de Melitene, atacava la regió del Pont. Miquel III va prendre personalment el comandament, acompanyat per Bardes per atacar Umar, però aquest havia estat reforçat per un important nombre de paulicians i, davant els murs de Samòsata, l'emperador fou derrotat i sis mil grecs foren fets presoners. El 860 Miquel III fou novament derrotat a Capadòcia.
L'imperi abbàssida, en 861 es va viure immers en l'anarquia de Samarra, dividit en moltes faccions, i Úmar al-Aqta va assolar Capadòcia, el Pont i Cilícia, i hi va fer setanta mil presoners (862). Miquel va decidir nomenar el seu oncle matern Petrones, que era governador de Lídia i Jònia, comandant de l'exèrcit. Petrones va prendre com a lloctinent Nàssar, governador de Galàcia, que considerava que un exèrcit petit però ben entrenat era millor que un exèrcit gran però mal preparat. L'exèrcit romà d'Orient de Petrones va derrotar i va derrotar una força d'invasió àrab sota el comandament d'Úmar al-Aqta l'any 863 a la batalla del Lalacaont, causant grans baixes i eliminant l'emirat de Melitene com una seriosa amenaça militar. úmar va morir en batalla i les restes del seu exèrcit van ser aniquilades en enfrontaments posteriors, permetent als romans d'Orient celebrar la victòria com a venjança pel saqueig àrab d'Amorion, mentre que les notícies de les derrotes van provocar disturbis a Bagdad i Samarra. Petrones va portar el seu cap a Constantinoble, on va fer una entrada triomfal. Miquel va ordenar la construcció d'un gran hipòdrom en commemoració de la victòria. En els mesos següents, els romans d'Orient van envair amb èxit Armènia matant el governador musulmà d'Armènia, l'emir Alí ibn Yahya al-Armaní, així com el líder paulícià Carbees. Aquestes victòries romanes d'Orient van marcar un punt d'inflexió que va iniciar una ofensiva romana d'Orient de llarga durada cap a l'est en territori musulmà.
El 864 l'emperador va prendre altra vegada el comandament, però només arribar a Àsia va haver de tornar a Constantinoble en assabentar-se que dos-cents vaixells russos o varegs s'havien presentat al Corn d'Or. Va estar a punt de ser fet presoner en travessar l'Hel·lespont, però una tempesta, que va destruir part de la flota dels russos o varegs, el va salvar.

## Final de la dinastia
Ja per aquest temps Miquel estava cansat del poder de Bardes i la situació es va deteriorar quan aquest va recomanar a l'emperador de portar una millor vida. La seva influència va començar a ser substituïda per Basili el Macedoni, que es va casar amb l'amant de Miquel, Eudòxia, la qual fou substituïda per Tecla, germana de Miquel, que va esdevenir la nova amant de Basili. Durant una expedició contra els àrabs, Basili el va convèncer que Bardes volia fer-lo fora del tron, i després, amb el consentiment de Miquel, Basili va assassinar Bardes. El 21 d'abril del 866 va ser nomenat cèsar i va esdevenir la persona més influent a l'imperi. Miquel li tenia tanta confiança que el va nomenar coemperador el 26 de maig del 866 i va deixar els afers de govern en les seves mans, mentre ell es dedicava a emborratxar-se i fer festes.
El mateix any 866 Foci I de Constantinoble va destituir el papa Nicolau I.
La conducta de Miquel continuava sent poc adequada i aviat va topar amb Basili. L'emperador va començar a cercar un home que l'ajudés a desfer-se del ministre. Basili, que ja s'ho temia, en fou informat per alguna confidència i va decidir anticipar-se. El 24 de setembre del 867 Miquel el va convidar a sopar al palau d'Anthimos. El sopar va degenerar, com era freqüent, en una orgia i els convidats es van retirar, mentre que Miquel que estava força begut fou posat en un llit perquè no s'aguantava dret i allí fou assassinat per una banda d'assassins secretament introduïts a la casa, entre els quals hi havia el pare de Basili, un germà seu anomenat Marinos, el seu cosí Ayleon i un altre home anomenat Joan de Caldia, que el van travessar amb l'espasa.. Basili, com a cèsar, fou proclamat emperador (Basili I). No hi va haver cap oposició per part del poble, ja que la seva fama d'embriac l'havia fet poc popular i, per altra banda, no havia tingut fills que dificultessin el traspàs de dinastia cap a Basili.
Anys després, quan el 886 Lleó VI va esdevenir emperador, les seves restes mortals es van traslladar amb gran pompa i cerimònia al panteó imperial de l'església dels Sants Apòstols.